# Notre-Dame-au-Bois
Pour les articles homonymes, voir Notre-Dame.
Notre-Dame-au-Bois (ou en néerlandais aussi utilisé en français : Jezus-Eik, littéralement « le chêne de Jésus ») est un hameau belge situé presque entièrement en Région flamande et qui fait presque entièrement partie de la commune d'Overijse. Il ne formait pas une commune avant les fusions de 1977, et une petite partie se situe en fait sur la commune d'Auderghem. Elle a été une commune indépendante de 1796 à 1810.
Il est limité d'une part par l'autoroute E411 Bruxelles-Namur et d'autre part par la forêt de Soignes. Dans le passé, Notre-Dame-au-Bois exerçait un attrait important comme lieu de pèlerinage. Aujourd'hui, le village doit sa réputation surtout à sa gastronomie et ses nombreux restaurants.
Le contexte de construction de l'édifice commence par une apparition de la Vierge aux habitants et par les miracles de guérison du chêne qui donnera son nom au village. Une chapelle sera alors édifiée en 1635. La première pierre de l'église, devenue paroissiale, est posée en 1650. Elle respecte les plans de Jacques Francquart, architecte du XVIIe siècle.

## Histoire

### Existence d'un chêne géant
Selon la légende, à l'endroit où se trouve aujourd'hui l'église de Notre-Dame-au-Bois se dressait un chêne géant qui avait été frappé plusieurs fois par la foudre. On le surnommait le « Chêne du diable ». Il était également appelé le Jezukens-eik (« chêne du petit Jésus » en néerlandais) en référence à une croix qui y avait été apposée auparavant par des bûcherons.

### Mise en place d'une statue de la Vierge
Autour de 1637, la famille Van de Kerckhoven y fit installer une statue de la Vierge, honorant ainsi une promesse faite au père de famille, Peter, décédé deux ans auparavant. Ce dernier, épicier bruxellois originaire d'Overijse, avait fait l'acquisition de la statue au marché.
Rapidement, le bruit de guérisons miraculeuses par la statue commença à courir. En 1642, on lui attribue la guérison de l'aveugle Dimpna Gillis. L'histoire fait également état d'une certaine Barbel Reyaerts, dont le fils se remit d'une lésion au dos, et de Anna Eregiers, qui fut guérie de la fièvre. Anna aurait fait installer un tronc près du chêne. De nombreux pèlerins affluent sur le site. Les curés de Tervuren et Overijse se sont même disputé le site devant le tribunal et les autorités religieuses. Ce fut Tervuren qui en obtint la tutelle.

### Histoire de la paroisse de Notre-Dame-au-Bois
Outre Notre-Dame-au-Bois et Jezus-Eik, on trouve aussi les formes Jesus-Eyck, Jesukens-Eyck et Quercus-Jesu .
En 1642, une première chapelle est érigée par l'abbaye de Parc, dans la forêt de Soignes, à l'occasion d'une image miraculeuse de la Vierge Marie apparue sur le fameux chêne géant. Le 20 avril 1650, l'archiduc Léopold pose la première pierre d'une nouvelle chapelle en présence de l'abbé Libert de Pape, et on érige plus tard encore une église. La paroisse est créée vers 1700.
La première messe en l'église est célébrée par l'abbé Jean Maes. La paroisse correspondante est desservie presque continuellement par les chanoines de Parc jusqu'au XXe siècle. En outre, la statue miraculeuse de la Vierge Marie est couronnée solennellement par le Cardinal Mercier en 1924.

### Époque contemporaine
Notre-Dame-au-Bois n'allait cependant pas devenir un haut-lieu de pèlerinage. Sa vocation religieuse fut progressivement éclipsée par ses attraits gastronomiques et le village devint une section de la commune d'Overijse. Elle était l'une des sections concernée par le pacte d'Egmont. La proportion des francophones dans la section est estimée à 70% en 1994.

## Culture et patrimoine

### L'église Notre-Dame-au-Bois

#### Histoire de l'édifice
En 1635[Passage contradictoire], une chapelle est édifiée en l'honneur des différentes apparitions de la Vierge sur un chêne miraculeux. En 20 avril 1650, la première pierre de l'église de Notre-Dame-au-Bois est posée par le gouverneur-général, l'archiduc Léopold-Guillaume, frère de Ferdinand III. Les plans sont réalisés par l'architecte brabançon Jacques Francquart. Ce qui fait la particularité de cet édifice et qui subsiste actuellement est le presbytère. Celui-ci est accolé au chevet du chœur. Trois vaisseaux étaient prévus mais, par manque d'argent, ils n'ont jamais été construits.
En 1667, un portique en chêne est conçu. Il comporte une triple entrée et quatre colonnes, une sur chaque coin. En 1767, ce portique est à nouveau modifié ainsi qu'en 1868.
Durant cette dernière année, les quatre colonnes sont transformées et présentent une particularité: la partie inférieure se compose de cannelures rentrées et celle supérieure, de cannelures bombées.
Une tour néogothique est ajoutée à l'extérieur devant la façade principale. Sur les autres façades, les croisillons des fenêtres du presbytère et les petits pavillons sur la toiture ont disparu.
En 1946, une demande de restauration est posée devant la Commission de Monuments. En effet, pendant la Seconde Guerre mondiale, l'église a subi énormément de dommages. Ce n'est qu'en 1968 que la demande est reçue et accordée. Le prêtre de l'époque, Hoeffenagels, et l'abbé De Rijk ont la volonté de retrouver la façade principale telle que l'a conçue Francquart. Cette restauration se fait à partir d'une gravure et Paul Saintenoy en est l'architecte. La tour néogothique est alors enlevée mais la façade présente énormément de fissures et l'écroulement est imminent. Celle-ci finira par tomber quelques mois plus tard. Un grand travail de restauration et de reconstruction selon la gravure est entrepris et se finira en 1973.
En 2007, une restauration totale, extérieure comme intérieure, débute. Cela rend la lisibilité des traces de l'édifice et de son histoire difficile.

#### Description de l'édifice
L'église de Notre-Dame-au-Bois présente des façades en brique et des contours en pierre de Gobertange. La façade occidentale est la principale. Celle-ci est symétrique. Elle présente une porte en bois de chêne encadrée par deux niches. Ces niches contenaient en 1650 une statue de Saint Jean l'Évangéliste et de Saint Norbert. Elles ont disparu aujourd'hui. La porte est surmontée d'un frontispice gravé. Dans le registre médian, une baie en plein cintre est couronnée d'un œil-de-bœuf. Sur le niveau supérieur, deux lanterneaux trônent sur les pignons des extrémités. Au centre, une croix latine posée sur un globe serti d'une couronne domine la façade.
Tous les contours des portes, niches, fenêtres, chaînes d'angle, sont soulignés par de la pierre de taille, appelée pierre de Gobertange. Enfin un escalier en pierre à quatre registres amène à la porte en bois.
Les façades latérales nord et sud se composent de cinq baies en plein cintre séparées par cinq contreforts. Ces derniers se terminent par des volutes sous la corniche. Les façades se terminent avec une sixième baie. Deux fenêtres rectangulaires se dressent sur le registre inférieure. Elles sont surmontées par une baie plus grande et plus imposante que celles de la nef.
La façade sud-est est difficile à décrire. Elle correspond au chevet du chœur caché par le presbytère. Celui-ci se compose d'une façade en pignon.
L'intérieur de l'église de Notre-Dame-au-Bois s'ouvre sur une nef unique et se termine dans le chœur de huit mètres de profondeur.

La nef se compose de murs latéraux composés d'un lambris faisant leur pourtour. Quatorze pilastres séparent quatorze vitraux. Ces vitraux racontent différentes histoires de personnes guéries grâce au chêne miraculeux. Le registre supérieur est scandé par une corniche en stuc imitation marbre rouge royal. Celui-ci longe les pilastres sans discontinuité. Les vitraux sont rehaussés d'un arc en plein cintre du même stuc que celui de la corniche. Une voûte surplombe l'ensemble. Elle est composée de fausses croisées d'ogives quadripartites. Chaque croisée d'ogive est séparée par un arc en stuc d'imitation de marbre rouge royal qui rejoint la corniche supérieure.
L'entrée du chœur est encadré par deux pilastres supportant un arc en plein cintre couronné d'un frontispice. Celui-ci représente un écusson du gouverneur Maximilien-Emmanuel de Bavière (commanditaire de l'église). Il est supporté par deux lions. L'ensemble est symétrique.
L'intérieur du chœur est composé d'un lambris en bois en faux marbre de type rouge royal et vert. Cette boiserie est couronnée d'une scène céleste avec des angelots et une colombe entourés d'une nuée dans la partie centrale. À l'arrière du lambris se trouve une porte cachée et encastrée dans le mur. Elle donne accès au presbytère.
Deux tribunes se font face sur les côtés du chœur. Pour chacune des deux, une baie se laissent entrevoir et illumine le chœur.

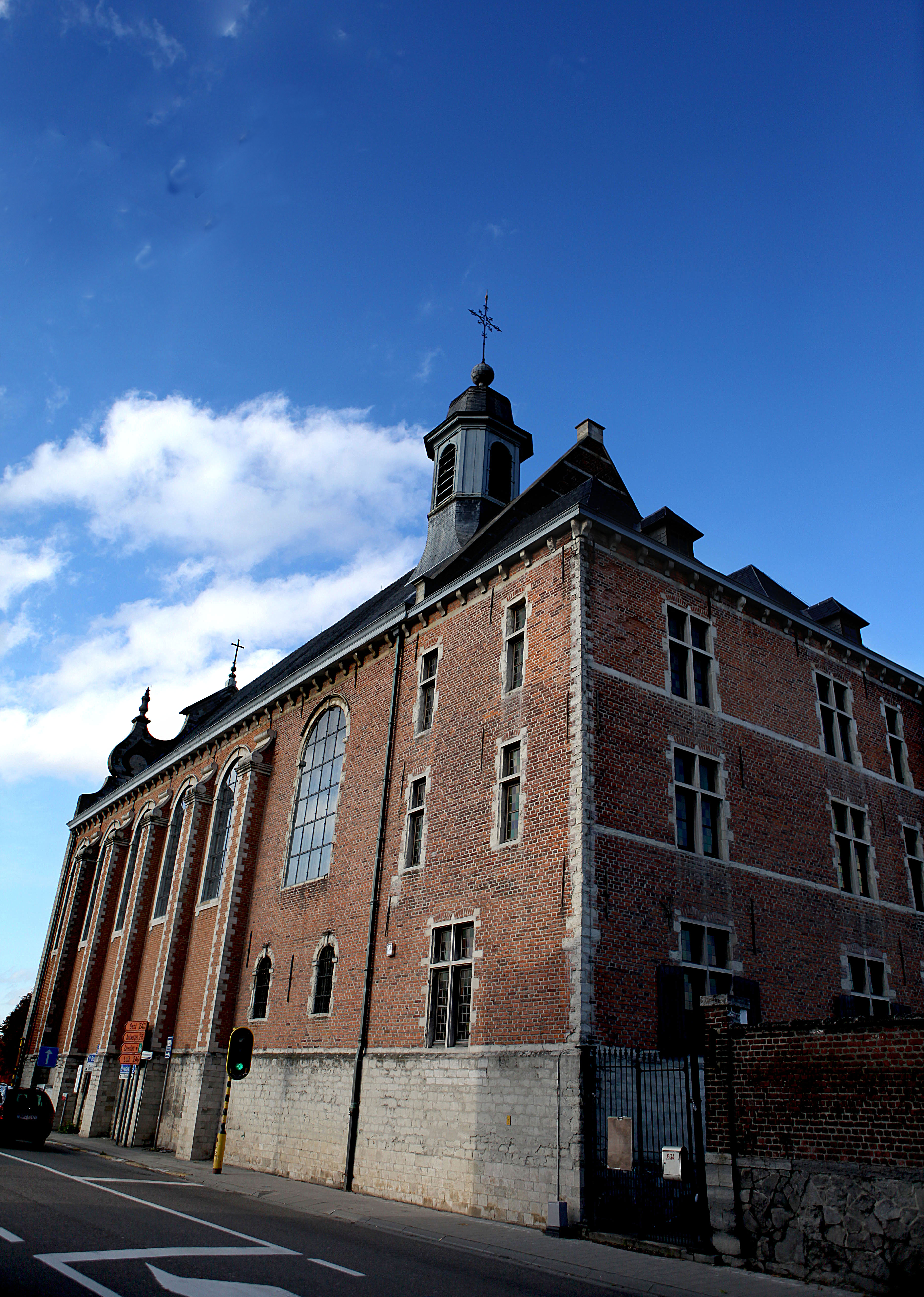
Façade sud-est.
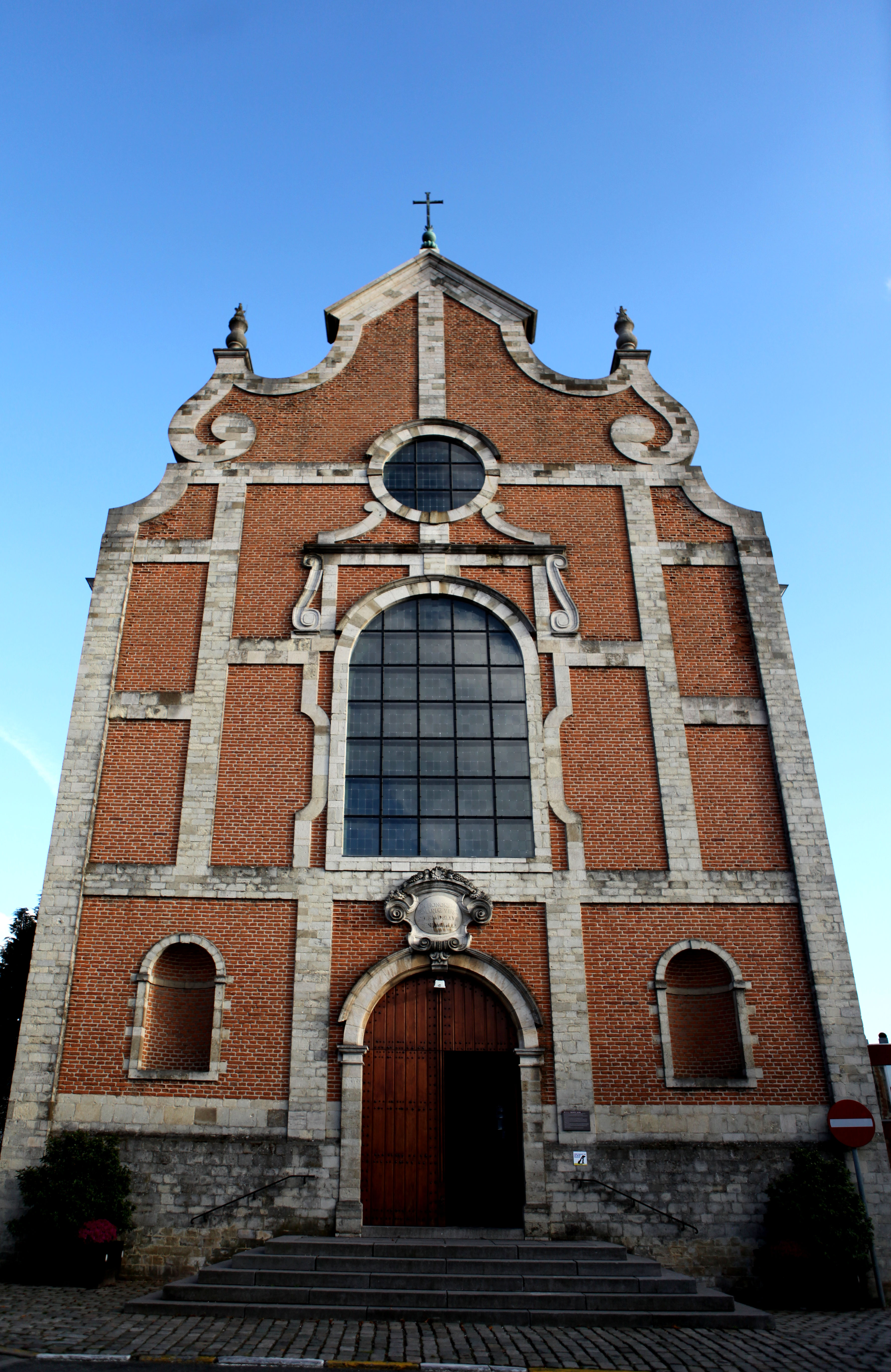
Façade occidentale.
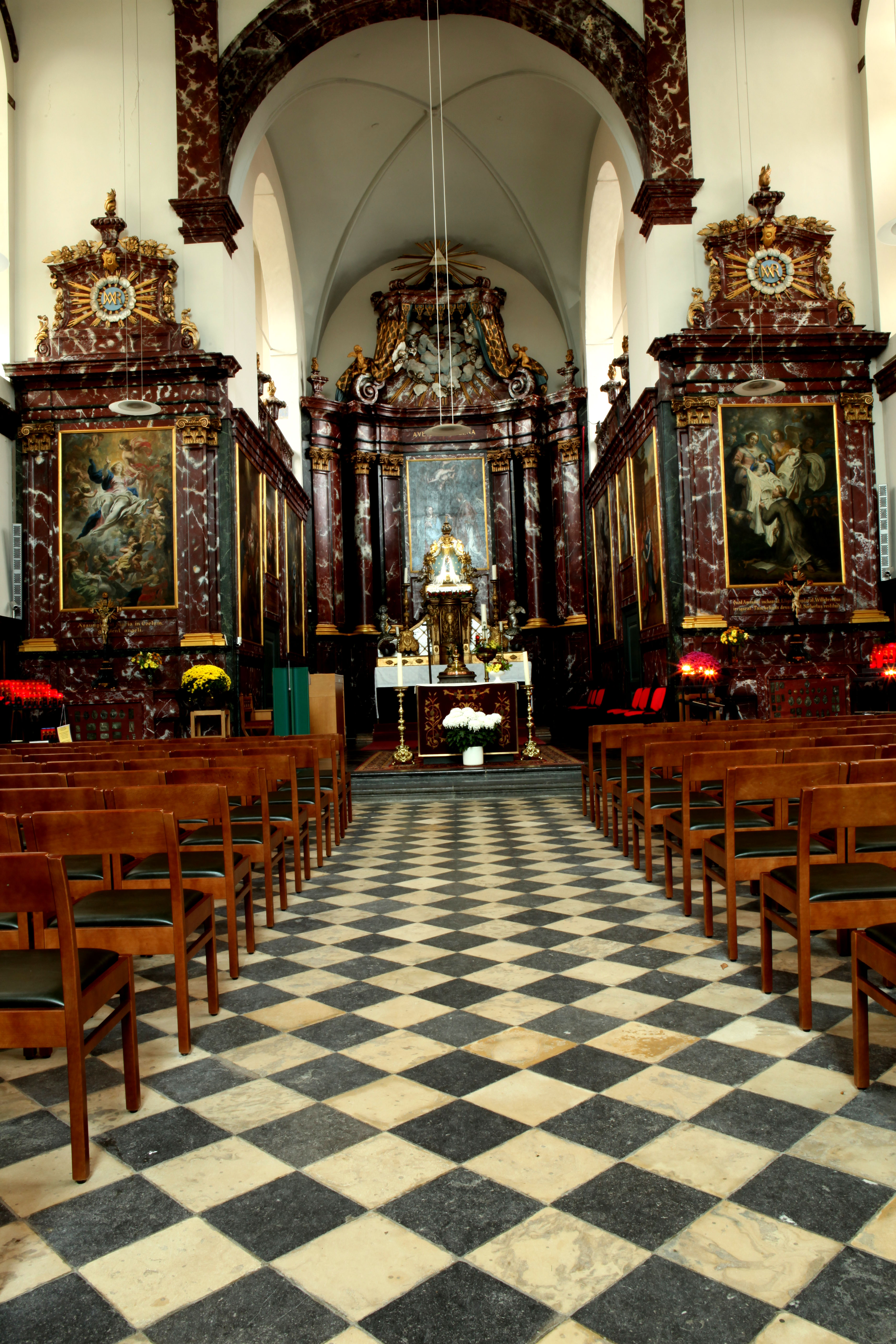
Vue de la travée jusqu'au chœur.
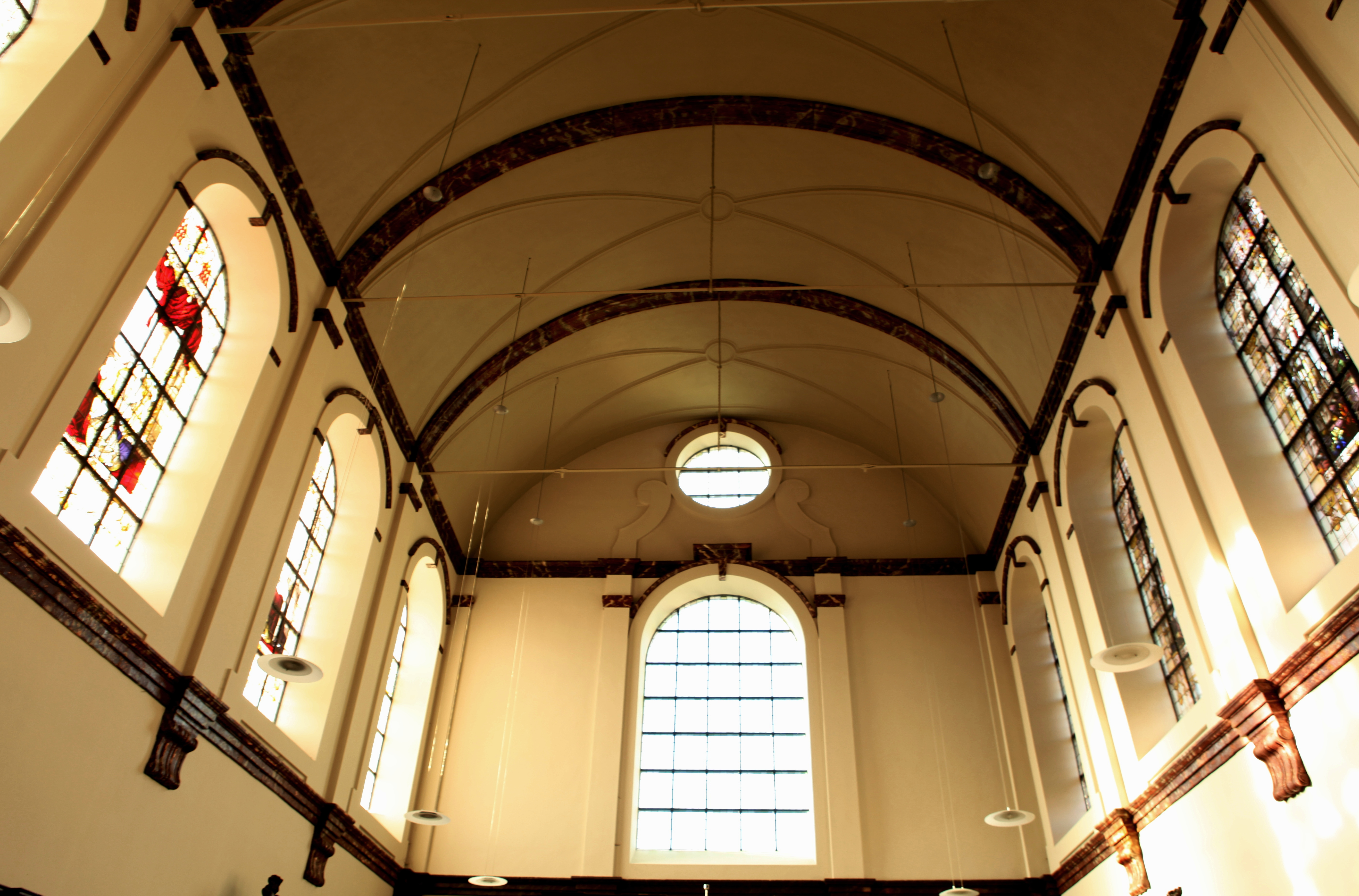
Voûte.

#### Style de l'édifice
L’analyse stylistique comprend des commentaires recensés par différents auteurs sur l’église. Dans l’ouvrage de Da Costa Kaufmann, L’art flamand et hollandais, Belgique et Pays-Bas. 1520-1914, le style de l’époque utilisé par l’architecte Francquart est un mélange entre une inspiration classique italienne et  une incorporation d’ornements architecturaux baroques. Dans un livre de Sutton cette fois-ci, on apprend qu’au baroque flamand, l’emploi des pierres blanches ainsi que des corniches et encadrements soulignés sont importants
L’auteur Van Ackere explique que la façade d’entrée est un type de transition qui accepte des motifs baroques dans une surface renaissante. Cela se ressent par son rythme et sa conception plane dans l’architecture.

## Attraits du village
- L'église Notre-Dame-au-Bois (Onze Lieve Vrouwenkerk) de style baroque date du XVIIe siècle. Le chœur date de 1650 et la nef de 1667. Elle abrite de nombreux portraits de pèlerins qui auraient été guéris miraculeusement (des enfants surtout). On y retrouve également des vitraux relatant l'histoire du village. Sous l'autel, une baie vitrée permet de voir ce qui reste du fameux chêne dont Jezus-Eik tire son nom. Sur le dessus trône la statue de la Vierge couverte d'un manteau somptueux. L'intérieur de l'église a été restauré en 2007. Sa dernière restauration remontait à 1924.
- La partie de la forêt de Soignes située en bordure du village abrite un domaine appartenant à  la Donation Royale (Koninklijke Schenking), comprenant entre autres, outre la villa Clémentine du prince Laurent (non accessible au public), un arboretum et une longue promenade bordée de grands hêtres. Cette section englobe également le bois des Capucins (Kapucijnenbos),qui doit son nom à un couvent, dont il ne reste que des ruines largement couvertes par la végétation. Plus largement, la forêt de Soignes, qui se trouve entre les quartiers du sud-est de Bruxelles et Notre-Dame-au-Bois, a fait de cette dernière localité un but classique de promenade. Cela d'autant que de nombreux établissements de Notre-Dame-au-Bois permettent d'y faire une agréable pause.
- Les nombreux restaurants situés en bordure de la chaussée de Bruxelles (Brusselsesteenweg) dans le centre du village. Côté gastronomique, Notre-Dame-au-Bois s'est surtout fait connaître par ses fameuses tartines au fromage blanc (platte kaas). On y trouve aussi des établissements de haut niveau gastronomique, notamment le restaurant Alain Bianchin qui compte une étoile au guide Michelin[21].
- Les serres où on cultive encore des raisins de façon artisanale.

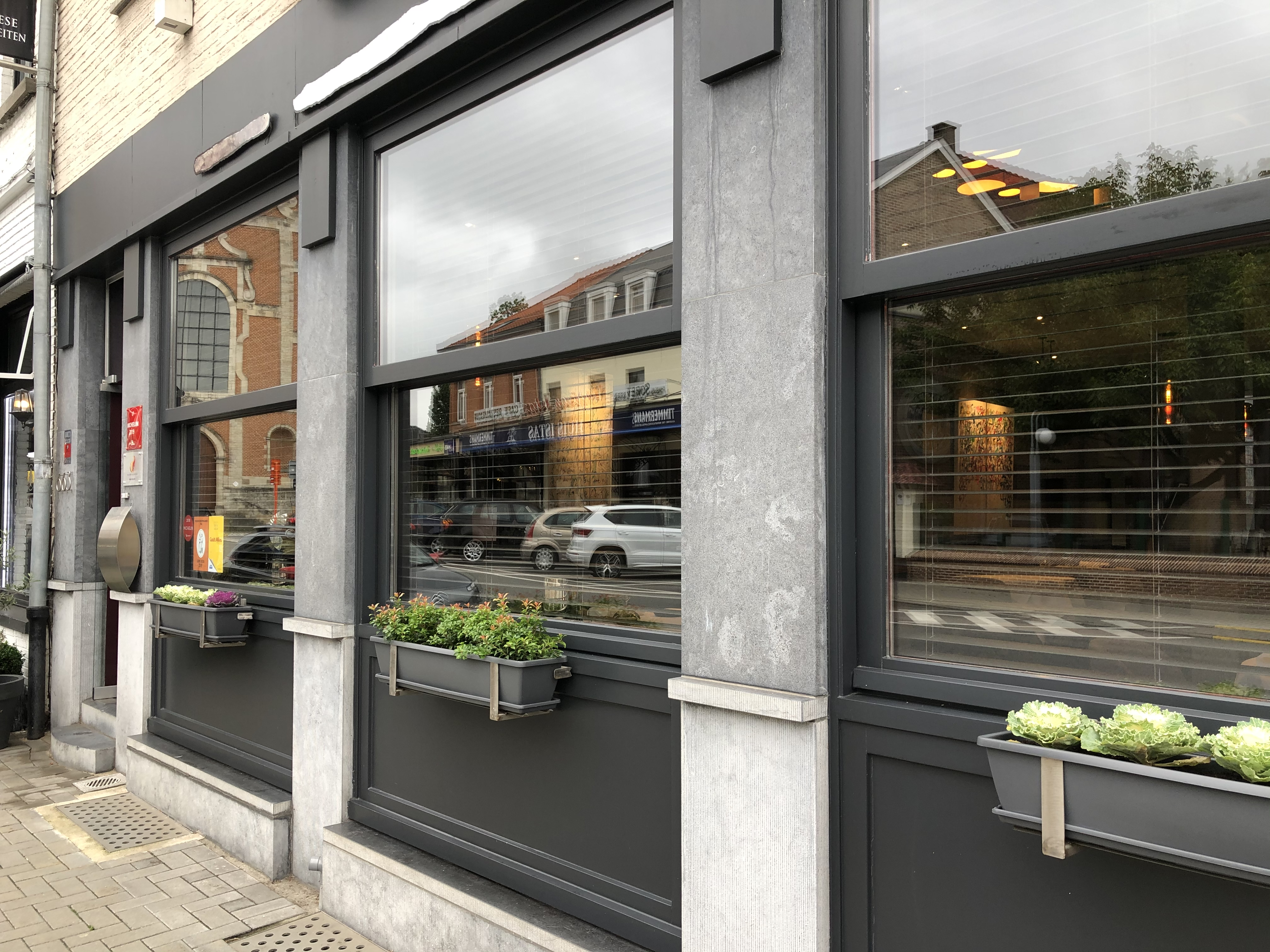
Alain Bianchin (restaurant)
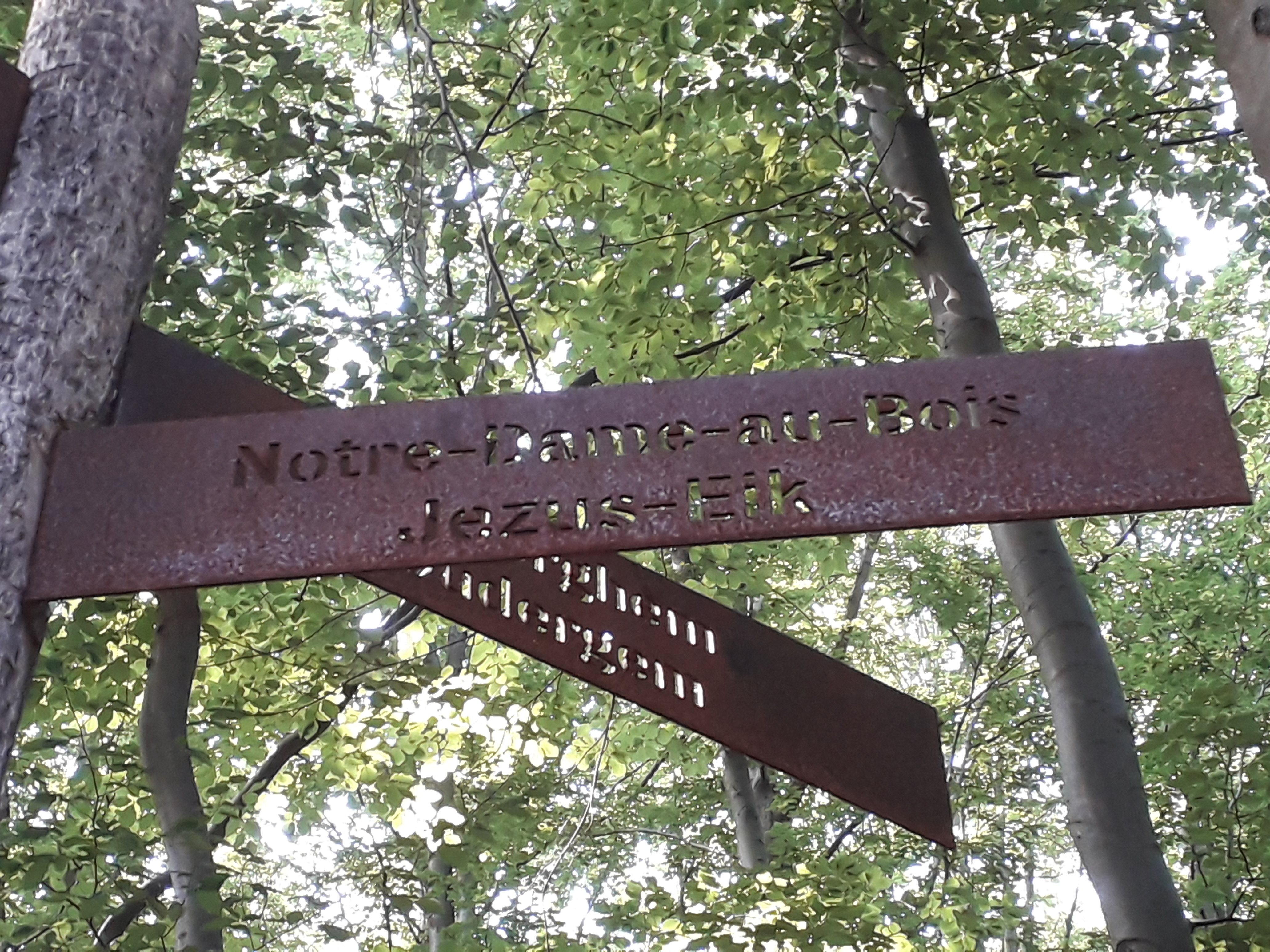
Notre-Dame-au Bois est un but classique de promenade en forêt de Soignes.